# Société anonyme d'économie mixte Vendée
La Société anonyme d'économie mixte Vendée (ou SAEM Vendée) est une organisation créée en 2004 par le conseil général du département du même nom en vue de la reprise de la course au large après la faillite de Philippe Jeantot.

Logo du Vendée Globe.

## Historique
Après la chute de Philippe Jeantot,,, le conseil général de Vendée est désigné, le 23 février 2004, repreneur, sous la forme d'une société anonyme d'économie mixte créée le 1er janvier 2004, du Vendée Globe par le tribunal de commerce de La Roche-sur-Yon, pour deux millions d'euros. Le 11 juin 2004, cinq mois avant le départ de la 6e édition, le nom « Vendée Globe » devient une marque déposée détenue par la SAEM Vendée. Les droits d'exploitation de la course au large du Vendée Globe dont elle est l'autorité organisatrice appartiennent dès lors à la SAEM Vendée.
En 2010, Bruno Retailleau, nouveau président du conseil général de Vendée prend la succession de Philippe de Villiers à la présidence de la SAEM. En 2016, Yves Auvinet succède à Bruno Retailleau en devenant président du département et de la SAEM Vendée. Le 20 juillet 2021, Alain Lebœuf, président du conseil départemental de la Vendée, est installé à la tête de la SAEM.
La SAEM Vendée est également organisatrice des courses qualificatives pour le Vendée Globe, Vendée-Arctique-Les Sables-d'Olonne et New York Vendée - Les Sables d'Olonne.
En 2021, l’Académie de marine décerne son grand prix aux organisateurs du Vendée Globe et remet la récompense aux lauréats le 22 octobre à l'occasion des célébrations de son centenaire.

## Fonctionnement
Le secteur public contrôle 85 % du capital de la SAEM : le département de la Vendée en possède 56 %, la ville des Sables-d'Olonne 16 %, la région des Pays de la Loire 12 %. 32 entreprises locales du secteur privé parmi lesquelles se trouvent Sodebo, Dubreuil, PRB, Cougnaud, possèdent moins de 1 % chacune.
En septembre 2012, la Chambre régionale des comptes formule des remarques et conseils après examen des bilans comptables de la SAEM notamment en termes de recapitalisation de la société, le point faible de la SEM,. En suivant, le président de la SAEM estime que le Vendée Globe va devoir faire évoluer son organisation tout en préservant ce patrimoine qui doit rester local : l'internationalisation vers les marchés à tradition nautique (Royaume-Uni, Espagne, Italie, États-Unis, Amérique latine et Nouvelle-Zélande) lui apparaît désormais nécessaire.
Essentiellement développée à  l'échelle locale, la commercialisation de la marque représente, comme le précise en 2024 son président Alain Lebœuf, 4 % des recettes soit environ 640 000 € sur les 16 M€ de budget de l'édition 2020-2021 et des retombées médiatiques procurées par 41 chaînes de télévision et estimées en 2020 à 373 M€ en équivalent publicitaire. Pour l'édition 2024-2025, 13 partenaires supplémentaires sont enregistrés et la couverture médiatique est assurée par 60 chaînes. La marque est aussi utilisée par le jeu en ligne Virtual Regatta, des films comme La Vallée des fous, des documentaires, des livres mais aussi un album Panini dédié à la course.
La Société, dont le siège social se situe à La Roche-sur-Yon, emploie en 2022 entre 6 et 9 salariés.